# Копіс

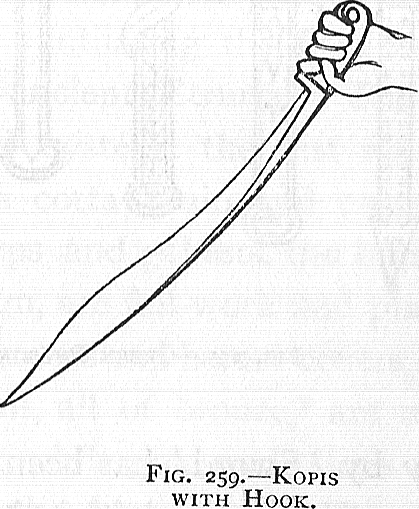
Копіс. Малюнок з Книги про меч Річарда Бертона, 1884 р.

Ко́піс (грец. κοπίς, множина — κοπίδες) — давньогрецька холодна зброя, рід кривого меча або шаблі. Аналогічний іберійській фалькаті та непальському кукрі.
Назва походить від дієслова κόπτω («відрубаю», «відсікаю») і вважається спорідненим з прасл. *kopьje («спис», «копия»). Проте, цілком ймовірно, що слово κοπίς може бути адаптацією слова «хопеш», за умови, якщо така зброя має єгипетське походження.

## Історія
Деякі вважають, що копіс походить від давньоєгипетського хопеша (бойового серпа). Але ймовірніша версія, що греки перейняли такий тип мечів від персів у VI столітті до нашої ери. Геродот не раз згадує подібні мечі в описах перської кінноти. Давньоримський автор Квінт Курцій Руф у своєму творі «Історія Александра Македонського» згадував копіси в битві з індійцями, як незвичайну і нестандартну для македонської армії зброю: «Злегка вигнуті мечі, схожі на серпи, звалися копідами, ними рубали хоботи слонів». Існує ще чимало згадок та описів таких мечів. Для піхоти краще підходили прямі і двосічні мечі — ксифоси, а копіси були кращі для кіннотників у боротьбі проти піхоти. Так, давньогрецький письменник, полководець і політичний діяч Ксенофонт у своєму трактаті «Мистецтво вершника» описує копіс, як найвдаліший для завдання ударів з коня — рублячий удар копіса з висоти багато страшніший колючого удара ксифоса.

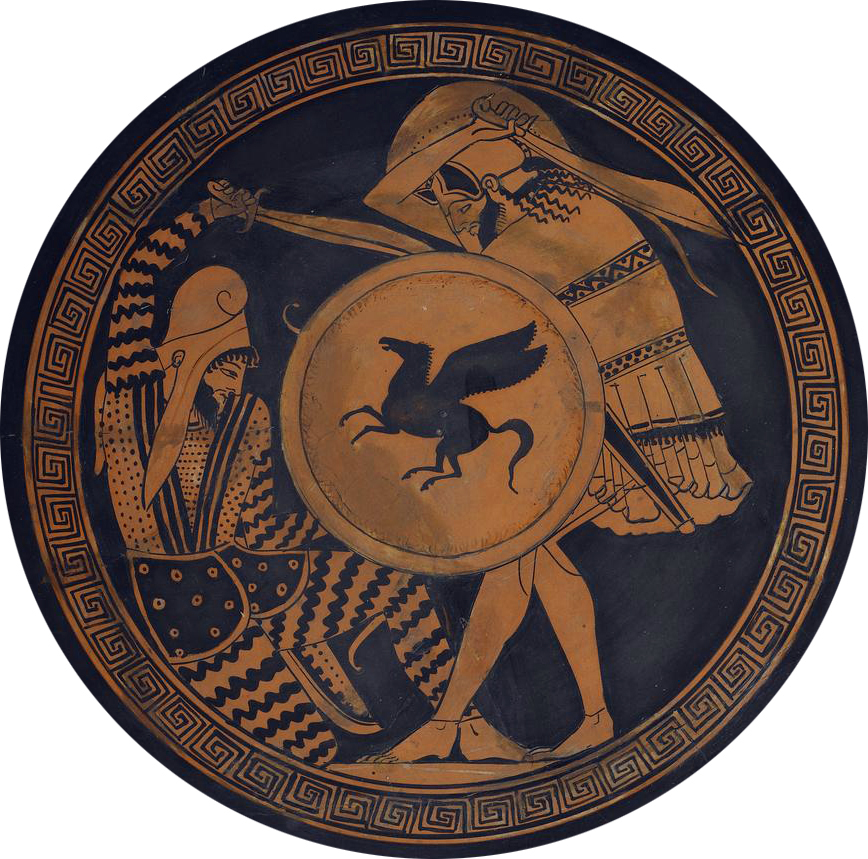
Двобій грека й перса. У руці в перського воїна акінак, у грецького — копіс. Малюнок на киліксі, V ст. до н. е.

Деякі дослідники заявляють, що батьківщиною мечів подібної форми була Етрурія: там були знайдені схожі мечі, датовані VII ст. до нашої ери. Окрім того, припускають що турецький ятаган може бути прямим нащадком копіса.

## Опис
Копіс має вигнутий клинок з односічною заточкою, який підходив як для рублячих ударів, так і для колючих та сікучих. Довжина не перевищувала 65 см, а пізніші зменшені варіанти у 50 см завдовжки уживалися і у македонській армії. Сам клинок мав вузьку п'яту біля ефеса, по мірі наближення до вістря клинок розширявся, а потім витягався до кончика.